# Kościół św. Mikołaja Biskupa we Wleniu
Kościół Świętego Mikołaja Biskupa – rzymskokatolicki kościół parafialny znajdujący się we Wleniu przy ulicy Dworcowej 14. Kościół należy do parafii św. Mikołaja Biskupa w dekanacie lwóweckim, diecezji legnickiej.
Świątynia wraz z całą miejscowością wpisane są pod numerem 833/J z 16 marca 1984 roku do wojewódzkiego rejestru zabytków.

## Historia kościoła
Kościół parafialny we Wleniu jako fundacja księcia Henryka Brodatego i św. Jadwigi został wybudowany już w latach 1215-1217. Konsekracji świątyni dokonał biskup Wawrzyniec z Wrocławia w 1217 roku. W 1240 roku została dobudowana wieża. W 1449 roku kościół spłonął, jednak w krótkim czasie został obudowany. W 1545 roku kościół został przejęty przez protestantów, który w 1629 roku ponownie wrócił w ręce katolików. W 1702 roku budowla zostaje uszkodzona przez powódź, a w 1731 roku pożar obraca w zgliszcza ponownie kościół i plebanię. W latach 1862–1864 w miejsce dotychczasowego kościoła zostaje wybudowana w stylu neogotyckim nowa świątynia. Dnia 11 listopada 1864 roku konsekracji dokonał biskup H. Włodarski.

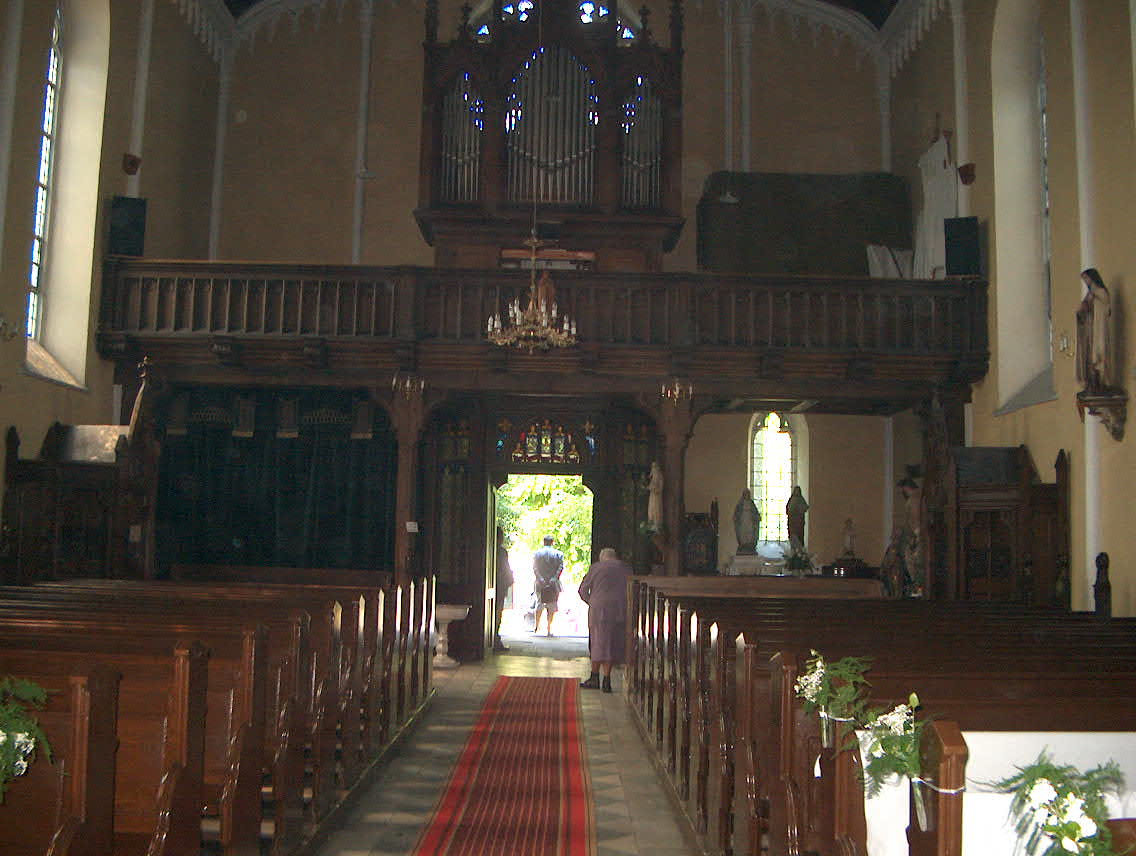
Wnętrze świątyni

## Wyposażenie
We wnętrzu kościoła na uwagę zasługuje:
- renesansowa chrzcielnica z XVI wieku,
- polichromia wykonana w 1899 roku przez Maxa Schulza,
- cmentarz parafialny z XVII-wiecznymi płytami nagrobnymi[4].